# Adamson-Eric

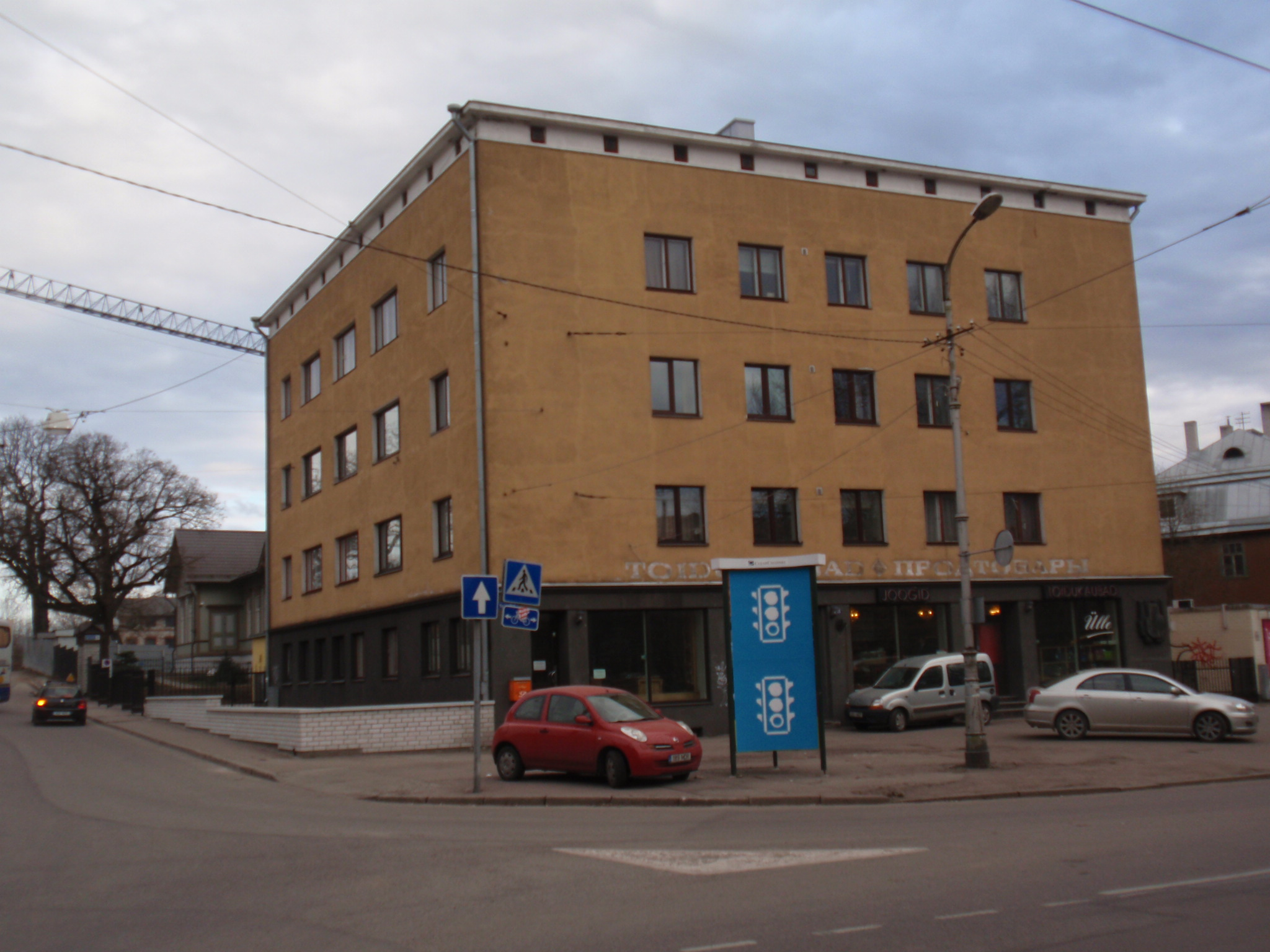
Wohnhaus von Adamson-Eric in Kelmiküla, Tallinn, wo er zwischen 1936 und 1968 lebte.

Adamson-Eric (* 18. August 1902 in Tartu; † 2. Dezember 1968 in Tallinn; eigentlich: Erich Carl Hugo Adamson) war ein estnischer Künstler, der sowohl Malerei als auch Kunsthandwerk betrieb.

## Leben
Adamson-Eric wurde am 18. August 1902 als Erich Carl Hugo Adamson in Tartu geboren. Er war das vierte Kind von Jaan und Anna Adamson. Adamson besuchte erst verschiedene Schulen in Estland. Dann siedelte er nach Berlin über, wo er an den Vereinigten Staatsschulen für freie und angewandte Kunst studierte. Anschließend zog er 1924 nach Paris und lernte bei Künstlern wie Charles-François-Prosper Guérin, Roger Bissière, Moise Kisling und André Lhote. Schließlich trat er 1925 in die Akademie des russischen Künstlers  Wassili Schuchajew in 1925 ein. Stilistisch bewegte er sich zwischen Jugendstil und Neuer Sachlichkeit.
Nach seiner Rückkehr nach Estland führte Adamson-Eric gemeinsam mit Eduard Wiiralt und Kristjan Teder seine erste Ausstellung in Tallinn, die im Juni und Juli 1928 stattfand. Zuvor hatten die drei bereits in Oslo ausgestellt. Der Kunstkritiker Hanno Kompus bemerkte in Hinblick auf die ausgestellten Werke “a tendency that turns away from lyrical subjectivism/expressionism in order to conquer the world of reality/die neue Sachlichkeit.” Über Adamson-Erics Stillleben urteilte er: “The painting of topics, rejected ever since expressionism, is returning”. In den Folgejahren entwickelte er sich zu einem der bedeutendsten und vielseitigsten Künstlern Estlands. Besondere Aufmerksamkeit konnte er mit seinen Gemälden erregen, arbeitete jedoch auch kunsthandwerklich mit einer Vielzahl von Materialien. Am 2. Dezember 1968 verstarb Adamson-Eric in Tallinn.

## Museum

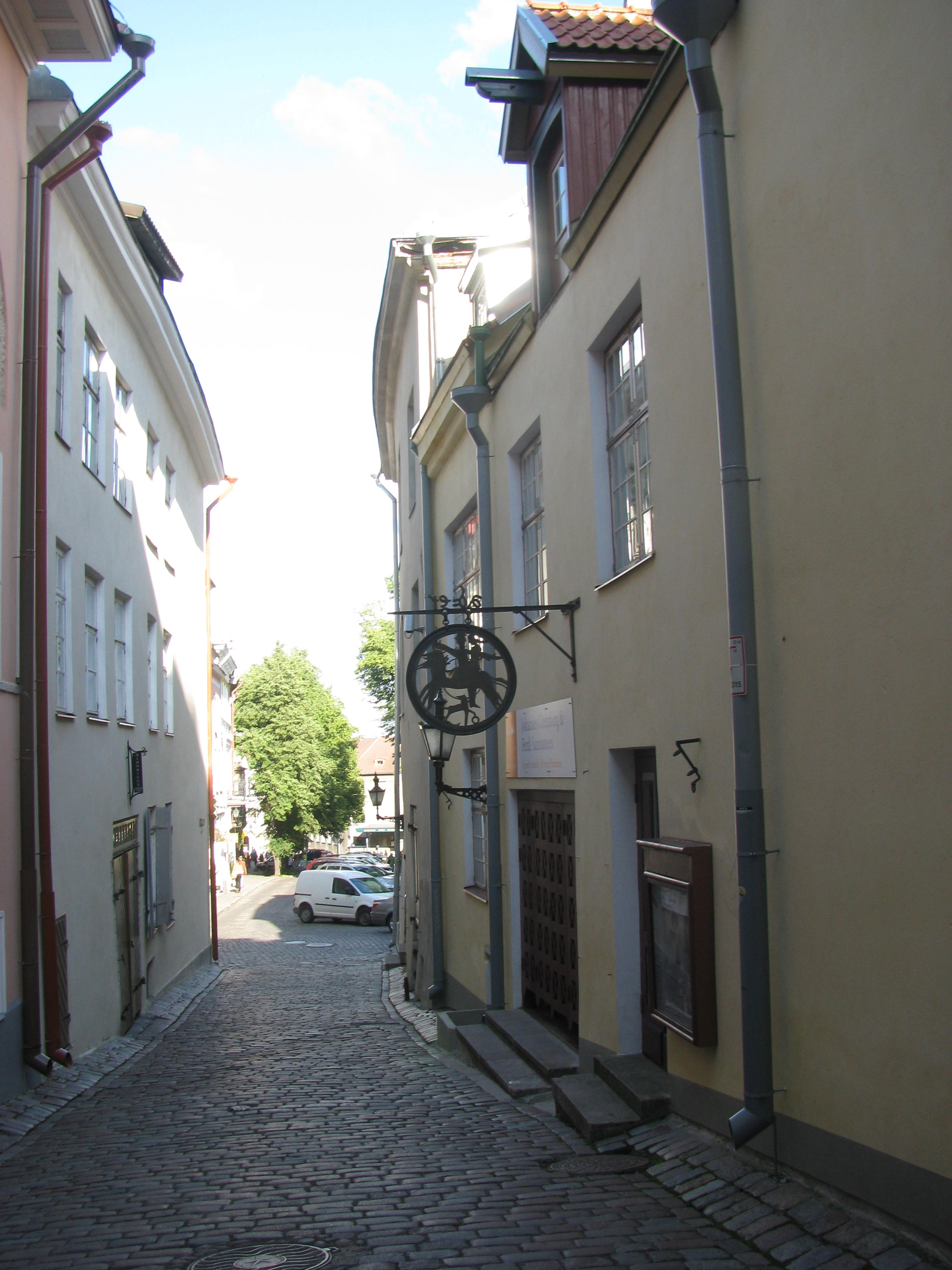
Gebäude des Adamson-Eric Museum in der Altstadt von Tallinn.

In der Altstadt von Tallinn befindet sich das Adamson-Eric Museum. Das Gebäude wurde 1983 renoviert, nachdem die Witwe des Künstlers dem Kunstmuseum Estlands über 1000 Werke, darunter Gemälde und Kunsthandwerk, geschenkt hatte. Neben der Dauerausstellung zu Adamson-Erics Werk finden in diesem Museum auch Sonderausstellungen und weitere Bildungsangebote statt.